# Maphevu Dlamini
Maphevu Dlamini (ur. 1922, zm. 25 października 1979) – książę, premier Suazi od 17 marca 1976 do śmierci.
Pochodził z królewskiego rodu Dlamini. Służył w armii, gdzie awansował do stopnia pułkownika. W 1976 powołany na drugiego w historii premiera Suazi. W 1977 król Sobhuza II zrezygnował z systemu parlamentarnego, co poparł Maphevu Dlamini. Sprawował funkcję aż do śmierci w 1979, kiedy to jego tymczasowym następcą został Ben Nsibandze.